# One Vice at a Time
Albums de Krokus
Hardware
(1981) Headhunter
(1983)
Singles
1. Long Stick Goes Boom
Sortie : 1982
2. American Woman
Sortie : 1982
3. Bad Boys, Rag Dolls
Sortie : 1982

One Vice at a Time est le sixième album du groupe de hard rock suisse Krokus. Il est sorti en 1982 sur le label  Arista et a été produit par Tony Platt et le groupe.

## Historique
Après le départ de Mandy Meyer à la fin de la tournée de promotion de l'album Hardware, le groupe cherche un nouveau guitariste. Mark Kohler, alors technicien guitare pour le groupe et ancien élève de Fernando Von Arb est choisi. Il tiendra la guitare rythmique alors que Fernando passera à la lead guitare.
L'album sera enregistré dans les Studios Battery de Londres par Tony Platt (ancien ingénieur de son de Robert John "Mutt" Lange avec qui il avait travaillé sur les albums Highway to Hell et Back in Black). Au départ l'album devait s'appeler Long Stick Goes Boom et un canon devait figurer sur la pochette mais AC/DC qui mixait l' For About to Rock We Salute You au Battery studios à la même époque que Krokus enregistrait le sien, avait déjà une idée de pochette avec un canon. L'album d'AC/DC sortant avant l'album de Krokus, l'idée fut abandonnée et finalement l'album sera intitulé One Vice at a Time. Le chanteur d'Iron Maiden, Bruce Dickinson viendra chanter sur le refrain du titre "I'm on the Run".
Chris Von Rohr décrira l'album comme celui qu'AC/DC n'a jamais enregistré, notamment parce que le son est très proche du groupe australien. La créativité de Krokus sera régulièrement mise en doute, et le groupe sera considéré comme un Copycat.
Trois titres sortiront en single Long Stick goes Boom, Bad Boys, Rag Dolls et la reprise du groupe canadien The Guess Who, American Woman.
Le disque se classa à la 28e place en Angleterre, à la 53e du Billboard 200 américain et à la 3e place en Suisse où l'album sera certifié disque d'or.
Après la sortie de l'album, Krokus partira en tournée en Amérique du Nord avec Motörhead, Rainbow, Rush et Cheap Trick. Le groupe tourna aussi en Europe avec notamment un concert qui afficha complet au Hallenstadion de Zurich, krokus devenant à l'occasion le premier groupe suisse à remplir la salle d'une capacité de dix mille places.
A la fin de la tournée, le batteur Freddy Steady quitta le groupe pour rejoindre le groupe de l'artiste italienne Gianna Nannini. Il sera remplacé par le batteur américain Steve Pace qui officiait auparavant dans le groupe Whitford/St. Holmes.

## Liste des titres
Face 1
| No | Titre                | Auteur                                         | Durée |
| -- | -------------------- | ---------------------------------------------- | ----- |
| 1. | Long Stick Goes Boom | Chris Von Rohr, Fernando Von Arb, Marc Storace | 5:10  |
| 2. | Bad Boys, Rag Dolls  | Von Rohr, Von Arb, Storace                     | 3:45  |
| 3. | Playin' the Outlaw   | Von Rohr, Von Arb, Storace, Freddy Steady      | 4:05  |
| 4. | To the Top           | Von Rohr, Von Arb, Storace, Steady             | 4:25  |

Face 2
| No | Titre          | Auteur                                                  | Durée |
| -- | -------------- | ------------------------------------------------------- | ----- |
| 1. | Down the Drain | Von Rohr, Von Arb                                       | 3:20  |
| 2. | American Woman | Burton Cummings, Gary Peterson, Randy Bachman, Jim Kale | 3:30  |
| 3. | I'm on the Run | Von Rohr, Von Arb, Storace                              | 3:45  |
| 4. | Save Me        | Von Rohr, Von Arb, Storace                              | 4:30  |
| 5. | Rock 'n' Roll  | Von Rohr, Von Arb                                       | 4:10  |

## Musiciens
- Marc Storace: chant
- Fernando Von Arb: lead guitare
- Chris Von Rohr: basse, percussions, chœurs
- Mark Kohler: guitare rythmique
- Freddy Steady: batterie, percussions

Musicien additionnelBruce Dickinson: chant sur I'm On the Run

## Charts et certification
| Pays        | Durée du classement | Meilleur classement |
| ----------- | ------------------- | ------------------- |
| Allemagne   | 7 semaines          | 38e                 |
| États-Unis  | 20 semaines         | 53e                 |
| Pays-Bas    | 2 semaines          | 43e                 |
| Royaume-Uni | 5 semaines          | 28e                 |
| Suède       | 1 semaine           | 36e                 |
| Suisse      | 7 semaines          | 3e                  |

| Pays   | Certification | Ventes   | Date |
| ------ | ------------- | -------- | ---- |
| Suisse | Or            | 25 000 + | 1983 |